# Eragrostis kennedyae
Eragrostis kennedyae är en gräsart som beskrevs av F.Turner. Eragrostis kennedyae ingår i släktet kärleksgrässläktet, och familjen gräs. Inga underarter finns listade i Catalogue of Life.